# Relaciones Estados Unidos-Togo
Las relaciones Estados Unidos-Togo son las relaciones diplomáticas entre Estados Unidos y Togo.
Togo es un país orientado a pro Mundo Occidental, capitalista. Los Estados Unidos y Togo han tenido generalmente buenas relaciones desde su independencia, aunque Estados Unidos nunca ha sido uno de los principales  socios comerciales. La mayor parte de las exportaciones de Estados Unidos a Togo en general se ha utilizado ropa y chatarra textil s. Otras exportaciones importantes de los EE. UU. incluyen arroz, trigo, zapato y tabaco, y computadora personal y otros aparatos electrónicos son cada vez más utilizados.
El Gobierno de Togo, con el apoyo de la Overseas Private Investment Corporation (OPIC) y la Agencia de los Estados Unidos para el Desarrollo Internacional (USAID), estableció una  zona de procesamiento de exportaciones (EPZ) en Togo en 1989. La zona ha atraído inversionistas privados interesados en fabricación,  ensamblaje y procesamiento de alimentos, principalmente para el mercado de exportación. USAID cerró su oficina local en 1994 y ejecuta programas de desarrollo local desde su oficina en Acra hasta organizaciones no gubernamentales en Togo.
El Cuerpo de Paz comenzó su trabajo en Togo en 1962. Desde ese momento, más de 2.200 voluntarios del Cuerpo de Paz han servido en el país. Actualmente hay 114 voluntarios sirviendo en Togo. Los voluntarios tienen una historia exitosa de colaboración y participación con el pueblo togolés en todos los niveles. Sus esfuerzos se basan en relaciones de contraparte y enfatizan soluciones de bajo costo que aprovechan al máximo los recursos locales. Asociarse con organizaciones locales e internacionales es un componente importante de las actividades del proyecto de Voluntarios. Los voluntarios trabajan para promover autosuficiencia en las áreas de pequeña empresa desarrollo, educación, medio ambiente y salud. Todos los Voluntarios, independientemente del sector, están capacitados para promover la concientización y prevención VIH/SIDA.

## Misiones diplomáticas
- Estados Unidos tiene una embajada en Lomé.[1]
- Togo tiene una embajada en Washington D. C.[2]

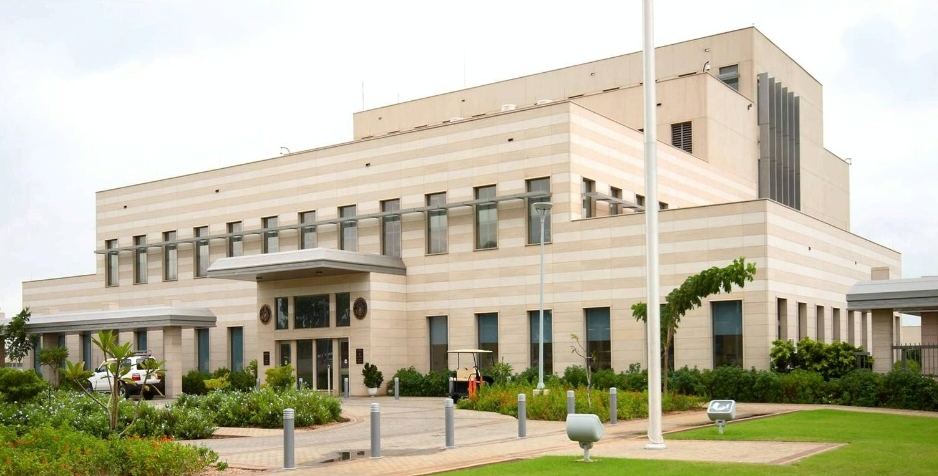
Embajada de los Estados Unidos en Lomé
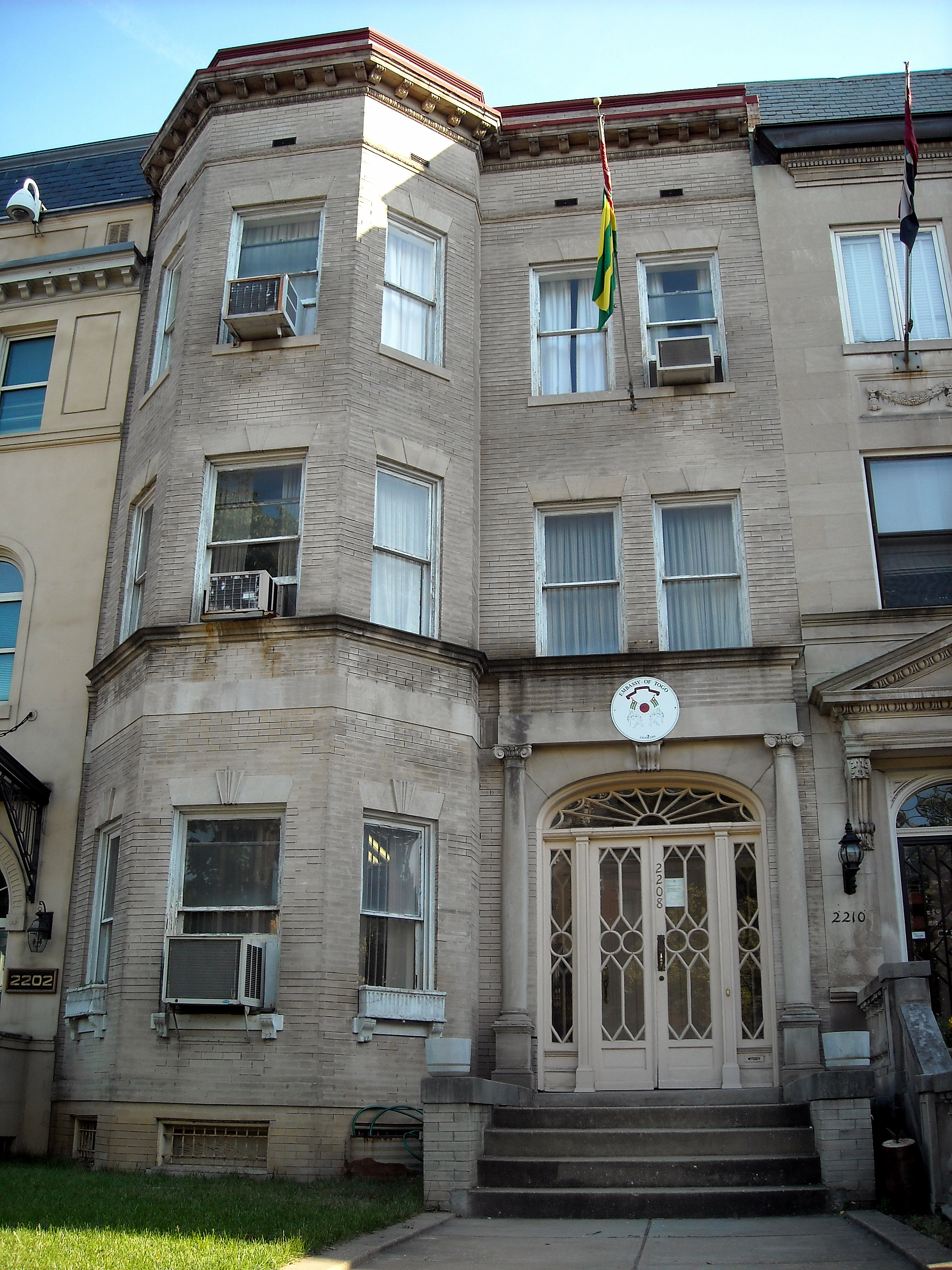
Embajada de Togo en Washington, D.C.